# Маскат і Оман
Султанат Маскат і Оман (араб. سلطنة مسقط وعمان, трансліт. Salṭanat Masqaṭ wa-‘Umān) — низка територій в Африці та на Аравійському півострові, які в XVII—XX століттях перебували в залежності від султанату Маскат і Оман і разом з останнім називались Оманською імперією.

## Історія

### Виникнення
Протягом 1507—1515 років флот Португальської імперії на чолі з Афонсу де Албукеркі успішно захопив Королівство Ормуз і підлеглі йому міста на узбережжі східної Аравії і суміжної Персії, включаючи Маскат, Сухар і Ормуз, що дозволило португальцям встановити над ними свій військовий і торговий контроль. До кінця XVI ст.  португальці оволоділи також східним узбережжям Африки, ставши найсильнішою морською силою регіону. Однак в 1650 році панування Португальської імперії в західній частині Індійського океану було покладено край: португальці були вибиті з Маската, що став столицею Оманської імперії, а також протягом короткого терміну втратили на користь неї всі свої опорні пункти на північ від Мозамбіку.
В першій половині XVIII ст. а Оманській імперії тривала громадянська війна між ворогуючими прихильниками різних течій ісламу. Зрештою вона призвела у 1743 році до інтервенції в Оман з боку шахської Персії Однак вже невдовзі в Омані вибухнуло повстання внаслідок якого владу в свої руки взяла династія Бусаїдів, представники якої правлять Оманом і сьогодні.

### Розквіт
У 1783 році перед смертю Ахмада ібн Саїда згідно особливого маніфесту монарша родина була розділена надвоє — правлячий в Маскаті султан з номінальним контролем над всією територією країни, а фактично тільки її узбережжям, і імамат, влада якого була поширена на внутрішні регіони (власне Оман). Період правління Аль-Саідів, що консолідували таким чином націю при збереженні широкої автономії історичних частин держави і проводили політику терпимості до іноземців в межах своєї імперії, вважається її «золотим віком».
У цей час до володінь Оману крім східного узбережжя Аравійського півострова входили також Бахрейн та Дофар в Аравії, Ормуз в Персії та значна територія на східному узбережжі Африки від Африканського рогу до Північного Мозамбіку, частина Мадагаскару, Сейшели та інші острови в Індійському Океані.
Правителі Оману в цей період підписали угоди про дружбу і торгівлю з Нідерландами, Королівством Великої Британії (1798) а пізніше і з США (відносини встановлені у 1833 році) та Королівством Франція (у 1841 році). Оман направляв своїх офіційних представників в Європу з метою взаємного визнання заморських володінь і погодження кордонів та сфер.

### Занепад
З 1853 року князівства «піратського берега» отримали назву Trucial Oman — Договірний Оман. На його території були створені британські військові бази, а політичну владу здійснював британський політичний агент. Проте встановлення британського протекторату не привело до руйнування традиційної для регіону патріархальної системи. Місцеві жителі в силу своєї нечисленності і постійних міжусобиць прийняли новий порядок.
У цей же час відбулась фатальна для Оману подія — заборона в 1848—1873 роках работоргівлі. Одночасно (1869) був відкритий Суецький канал, в результаті чого порти Оману опинилися осторонь від багатьох торгових шляхів, поступившись Адену. За двадцять років з 1850 по 1870 рік населення столиці — Маскату скоротилося з 55 доо 8 тис., багато жителів були змушені мігрувати на Занзібар. У 1837 році султан Саїд бін Султан переніс на цей острів столицю своєї держави і резиденцію. Іноді період 1820—1860-х називають Маскат-Занзібарською імперією.
Смерть султана Саїда в 1856 році спричинила новий розділ імперії між його синами. На Занзібарі був утворений султанат Занзібар, під владою якого виявилося і Східноафриканське узбережжя. На чолі цього султанату встав Маджид ібн Саїд. Континентальна аравійська ж частина, названа султанатом Маскату і Оману, перейшла в руки його брата Тувайні ібн Саїда, убитого сином в 1866 році.
Після цього в країні почались усобиці, які зрештою призвели до остаточного перетворення Оману на Британський протекторат у 1890 р.